# Mamerco Emílio Lépido Liviano
Mamerco Emílio Lépido Liviano (m. 62 a.C.; em latim: Mamercus Aemilius Lepidus Livianus) foi um político da família dos Lépidos da gente Emília da República Romana eleito cônsul em 77 a.C. com Décimo Júnio Bruto. Era filho biológico de Marco Lívio Druso, o Censor, cônsul em 112 a.C., com Cornélia Cipião, mas foi adotado pelos Emílios Lépidos, como revela o seu agnome "Liviano".

## Carreira
Por volta de 91 a.C., sucedeu ao seu irmão como um dos pontífices no Colégio de Pontífices. De pensamento fortemente conservador, apoiou seu irmão biológico, Marco Lívio Druso quando ele foi eleito tribuno da plebe e tentou obter a cidadania romana para todos na Itália. Depois que ele foi assassinado, serviu com distinção na Guerra Social, provavelmente servindo como legado de Metelo Pio. Obteve algumas vitórias e é lembrando principalmente por ter matado o general Quinto Popédio Silão, dos mársios e assassino do cunhado de seu irmão, Quinto Servílio Cepião, durante o ataque a Venúsia.
Apoiou Sula na guerra civil entre ele e Caio Mário. Quando Sula voltou à capital e derrotou Cina e Carbão, e capturou seus principais adeptos. Conta-se que foi através de que sua intercessão junto ao recém-nomeado ditador que salvou a vida do jovem Júlio César.
Liviano fracassou em sua primeira eleição para pretor por que, supunha-se, que, apesar de ser muito rico, ele havia rejeitado a magistratura de edil curul por causa dos gastos exigidos Liviano tentou novamente e conseguiu ser eleito em algum momento antes de 81 a.C.. Concorreu para a posição de cônsul em 77 a.C. e só foi eleito depois que Caio Escribônio Curião desistiu de sua candidatura naquele ano em favor de Liviano. Embora tenha comandado um considerável exército durante seu mandato, não há evidências de que ele tenha assumido o governo de alguma província depois que ele acabou.
Antes de morrer, Sula casou Liviano com sua filha Cornélia Sula, que lhe deu Emília Lépida, a esposa de Quinto Cecílio Metelo Pio Cipião Nasica.
É provável que Liviano tenha sido um promagistrado sob o comando de Marco Antônio Crético em 74 a.C., que havia recebido a missão extraordinária de acabar com a pirataria dos lígures no Mediterrâneo. É possível que ele tenha se tornado príncipe do senado em algum momento antes de 70 a.C., embora as evidências sejam pouco conclusivas. Em 65 a.C., Livano foi convocado como uma testemunha de acusação contra Caio Cornélio nos eventos da Primeira Conspiração Catilina.